# فیلم ترسناک ۳
فیلم ترسناک ۳ (به انگلیسی: Scary Movie 3) فیلمی در ژانر نقیضه‌ای محصول سال ۲۰۰۳ آمریکا است که توسط دیوید زاکر کارگردانی شده است. فیلم‌نامه این فیلم توسط کریگ مازن و پت پرافت به رشته تحریر درآمده است. این فیلم دنبالهٔ فیلم ترسناک ۲ (۲۰۰۱) و سومین قسمت از مجموعه فیلم‌های فیلم ترسناک به‌شمار می‌رود، و همچنین اولین فیلم در این سری است که برادران وینز در آن نقشی ندارند. در این فیلم آنا فاریس و رجینا هال یکبار دیگر در نقش‌های قبلی خود یعنی سیندی کمپبل و برندا میکز بازی می‌کنند و بازیگران جدیدی مانند چارلی شین، سایمون رکس، آنتونی اندرسون، کوین هارت، کمرین منهایم، کویین لطیفه، دنیس ریچاردز و لسلی نیلسن نیز به ایفای نقش می‌پردازند.
موضوع فیلم به‌طور قابل توجهی نقیضه‌ای از چندین فیلم محبوب آن زمان شامل حلقه (۲۰۰۲)، نشانه‌ها (۲۰۰۲)، بارگذاری مجدد ماتریکس (۲۰۰۳) و ۸ مایل (۲۰۰۲) می‌باشد، و ترکیبی از عناصر ژانرهای وحشت، علمی تخیلی و معمایی است.
فیلم ترسناک ۳ در ۲۴ اکتبر ۲۰۰۳ توسط شرکت دایمنشن فیلمز در سینماهای ایالات متحده اکران شد. فیلم با واکنش‌های ضد و نقیضی از سوی منتقدان همراه بود که عملکرد تیم بازیگری و طنز آن مورد تحسین قرار گرفت اما منتقدان نسبت به تکیه آن بر کمدی بزن‌بکوب و روایت ناپیوسته انتقاداتی داشتند. این فیلم به عنوان یک موفقیت تجاری بزرگ پدیدار شد و ۲۲۰٬۷ میلیون دلار در سراسر جهان فروش کرد در حالی که ۴۵-۴۸ میلیون دلار بودجه ساخت آن بوده است و آن را به دومین فیلم پرفروش این فرنچایز تبدیل کرد. دنبالهٔ این فیلم تحت عنوان فیلم ترسناک ۴ به کارگردانی مجدد دیوید زاکر در سال ۲۰۰۶ به نمایش درآمد.

## داستان
دو دختر دبیرستانی دربارهٔ یک نوار ویدئویی نفرین‌شده صحبت می‌کنند که ظاهراً باعث مرگ هر کسی می‌شود که آن را تماشا کند، آن‌هم در عرض هفت روز. پس از تماشای نوار، موجودی نامرئی هر دوی آن‌ها را به قتل می‌رساند. در مزرعه‌ای خارج از واشینگتن، دی.سی.، کشیش بیوه، تام لوگان، و برادرش جورج، دایره‌هایی مرموز از گیاهان له‌شده در میان کشتزار ذرت‌شان پیدا می‌کنند، در حالی‌که دختر تام، سو، در مرکز دایره‌ها جیغ می‌زند.
سیندی کمپبل، خبرنگار محلی، دربارهٔ این پدیدهٔ عجیب گزارش تهیه می‌کند، ولی چندان مورد توجه قرار نمی‌گیرد. او از برادرزادهٔ خردسالش، کودی، مراقبت می‌کند؛ کودکی که توانایی پیش‌آگاهی دارد. هنگام برداشتن کودی از مدرسه، سیندی با جورج آشنا می‌شود. جورج او و دوستش، برندا میکز، را به یک نبرد رپ دعوت می‌کند. در این برنامه، جورج با شکست دادن «فت جو» تحسین جمعیت را برمی‌انگیزد، اما به‌خاطر پوشیدن اتفاقی یک کلاه سفید و سلام نظامی اشتباه، از سالن اخراج می‌شود.
بعدتر، برندا به سیندی می‌گوید که نوار نفرین‌شده را تماشا کرده و از او می‌خواهد که شب نزدش بماند. پس از یک رشته شوخی‌های وحشتناک، برندا توسط موجود نوار، یعنی تابیتا، کشته می‌شود. جورج، ماهالیک و سی‌جی از مرگ برندا باخبر می‌شوند. در همین حین، تام با سایامَن، فردی که به‌طور تصادفی باعث مرگ همسر تام در یک تصادف رانندگی شده بود، ملاقات می‌کند.
در مراسم ختم برندا، جورج و ماهالیک با تلاش برای زنده‌کردن او، مراسم را برهم می‌زنند. سیندی نوار نفرین‌شده را در وسایل برندا پیدا کرده، آن را تماشا می‌کند و بلافاصله تماسی تلفنی دریافت می‌کند که او را از مرگش باخبر می‌سازد. برای کمک گرفتن، با جورج، ماهالیک و سی‌جی تماس می‌گیرد. سی‌جی او را نزد خاله‌اش شَنیکوا می‌فرستد که در نوار، تصویر پنهانی از یک فانوس دریایی شناسایی می‌کند و می‌گوید این تصویر ممکن است کلید شکستن نفرین باشد. وقتی سیندی در خانه نیست، کودی نوار را تماشا می‌کند و خودش را در معرض خطر قرار می‌دهد.
در تلاشی دیگر برای هشدار به عموم، سیندی از طریق شبکه خبری خود پیام هشداری پخش می‌کند، اما رئیسش آن را تحریف می‌کند. در همین زمان، تام و خانواده‌اش با یک بیگانه فضایی که به‌شکل مایکل جکسون درآمده روبه‌رو می‌شوند، و رئیس‌جمهور بکستر هریس نیز برای بررسی دایره‌های ذرت به آن‌جا می‌آید.
سیندی به فانوس دریایی می‌رود و با معمار دیدار می‌کند. او توضیح می‌دهد که تابیتا دخترخواندهٔ خبیثش بوده که همسرش او را در چاهی نزدیک غرق کرده است. پیش از مرگ، تابیتا روح پلید خود را به یک نوار وی‌اچ‌اس منتقل کرده بود؛ نواری که معمار اشتباهاً آن را به بلاک‌باستر بازگردانده و موجب رهایی نفرین شده بود.
وقتی سیندی به خانه بازمی‌گردد، می‌فهمد که کودی گم شده و نوار به‌صورت زنده از تلویزیون پخش شده و بینندگان بسیاری را گرفتار کرده است. او رد کودی را تا مزرعهٔ لوگان می‌گیرد، جایی که کودی پناه گرفته است. در میانهٔ آشوب ناشی از رؤیت جهانی موجودات فضایی، تام از سیندی، سو و کودی می‌خواهد در زیرزمین پنهان شوند، و خود، به‌همراه جورج، ماهالیک، رئیس‌جمهور هریس و مأموران امنیتی با بیگانگان روبه‌رو می‌شود. موجودات فضایی افشا می‌کنند که صلح‌جو هستند و نوار نفرین‌شده را رهگیری کرده‌اند، چون اشتباهاً آن را با فیلم پوتی‌تنگ اشتباه گرفته‌اند و به زمین آمده‌اند تا تابیتا را متوقف کنند.
در زیرزمین، سیندی همان چاهی را که در نوار بود شناسایی می‌کند. تابیتا از آن بیرون آمده و کودی را اسیر می‌کند. سیندی و جورج سعی می‌کنند با او مذاکره کرده و جایگاهی در خانواده به او بدهند. گرچه تابیتا در ابتدا پذیرا به‌نظر می‌رسد، اما به‌زودی حمله‌ور می‌شود. رئیس‌جمهور هریس ناخواسته درِ زیرزمین را باز کرده و باعث می‌شود تابیتا به داخل چاه بیفتد و تهدیدش از بین برود.
پس از این ماجرا، سیندی و جورج با یکدیگر ازدواج می‌کنند. هنگام رفتن به ماه‌عسل، درمی‌یابند که کودی را جا گذاشته‌اند. سیندی در چهارراهی به‌سختی از تصادف با او جلوگیری می‌کند، اما بلافاصله یک خودروی دیگر به او برخورد می‌کند.